# Euscelidia bequaerti
Euscelidia bequaerti är en tvåvingeart som beskrevs av Emile Janssens 1957. Euscelidia bequaerti ingår i släktet Euscelidia och familjen rovflugor.
Artens utbredningsområde är Kongo. Inga underarter finns listade i Catalogue of Life.